# Forage SG-3
Pour les articles homonymes, voir SG3.
| \| Carte de la Russie · Forage SG-3 \| Forage SG-3 |
| Carte de la Russie · Forage SG-3                   |

| Carte de la Russie · Forage SG-3 |

Le forage SG-3, forage profond de Kola (Кольская сверхглубокая скважина en russe) ou encore forage de Zapoliarny, du nom de la ville la plus proche, ou de son nom officiel le « puits de référence superprofond expérimental de Kola (SG-3) », est un forage effectué à partir du 24 mai 1970 et jusqu'en 1989 en URSS, dans la péninsule de Kola.
Ce forage est le forage le plus profond du monde (profondeur verticale réelle). En longueur totale, il a toutefois été dépassé en 2008 par le puits de pétrole Al Shaheen mesurant 12 289 m de long au Qatar, et en 2011, par le puits Sakhaline I Odoptu OP-11 mesurant 12 345 m de long (au large de l'île russe de Sakhaline)[réf. à confirmer].

## Histoire

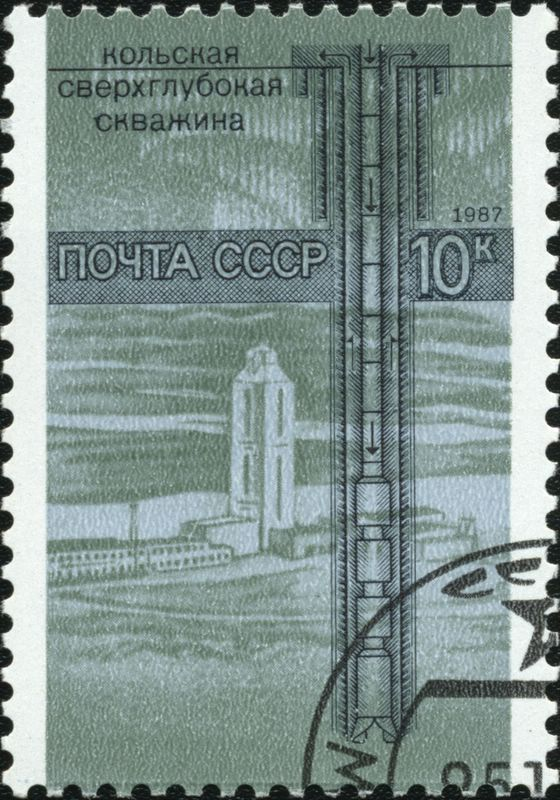
Timbre commémoratif d'URSS de 1987 ayant pour sujet le forage SG-3.

Le but de ce forage était de creuser le plus profondément possible, avec un objectif à 15 000 mètres, afin de traverser la croûte terrestre, et ainsi d'accéder au Moho pour mieux comprendre sa composition et les mécanismes internes de la Terre.
Il est stoppé à 12 262 mètres de profondeur, ce qui en fait le forage le plus profond de l'histoire, ainsi que l'endroit le plus bas du globe terrestre (la Fosse Challenger, comparativement, atteint 10 911 mètres). La raison alors évoquée pour l'arrêt du forage est la fin de la guerre froide, en 1989. Cependant, les difficultés techniques rencontrées peuvent aussi avoir motivé ce choix du fait de la profondeur atteinte qui induit une très forte pression, des températures plus élevées que prévu (212 °C au lieu des 120 °C attendus), une grande difficulté d'extraction des matériaux excavés et la longueur de l'axe de forage soumis à de fortes contraintes de torsion.
D'autres équipes ont essayé de rééditer l'exploit, notamment dans l'océan Pacifique (la croûte étant plus fine sous les océans — de l'ordre de 7-8 kilomètres au lieu de 30), mais aucune n'y est parvenue.

## Découvertes scientifiques

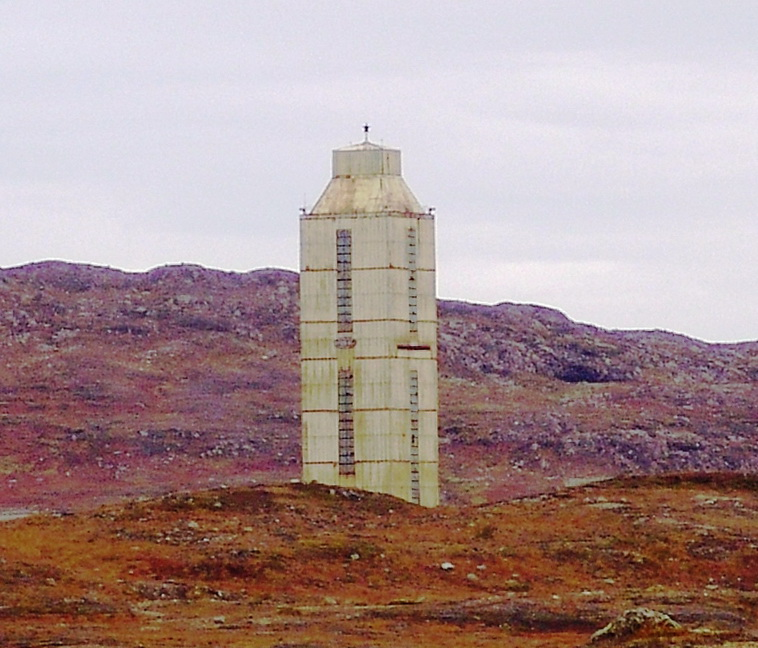
Site du forage de Kola en 2007.

Le forage pénétra d'un tiers dans la croûte terrestre du bouclier scandinave d'une épaisseur estimée à 35 km, permettant de remonter à la surface des roches vieilles de 2,7 milliards d'années. Le site devint un lieu d'intenses études en géophysique dans les domaines de la structure du bouclier baltique, des discontinuités sismiques, du régime thermal de la croûte terrestre, des compositions physico-chimiques de la croûte profonde et de la transition entre croûtes supérieure et inférieure, ainsi que pour la mise au point des technologies de forages ultra-profonds.
Une des découvertes les plus importantes pour les scientifiques fut de ne pas retrouver les changements de vélocité sismique à la frontière basalte/granite comme prédit par la discontinuité de Jeffreys, mais à la base de la couche des roches métamorphiques à 5-10 km de profondeur. Une autre surprise fut la saturation en eau des roches recueillies. À 12 km de profondeur, la température observée était de 212 °C alors que l'on s'attendait plutôt à une température de l'ordre de 120 °C. Le gradient géothermique de 1 °C/60 m (la température s'élève avec la profondeur en moyenne de 1 °C tous les 60 m) y est deux fois plus faible que celui mesuré par la plupart des sondages.
Une autre découverte inattendue fut la grande quantité de dihydrogène, les boues extraites du trou étant décrites comme bouillonnant de ce gaz.

## Statut actuel
Le projet s'est terminé fin 2005 par manque de financement. Tout le matériel de forage et de recherche a été démonté et le site en ruine est laissé à l'abandon depuis 2008, y compris les nombreuses carottes qu'il abrite encore, livrées aux éléments et mélangées hors de leurs caisses .

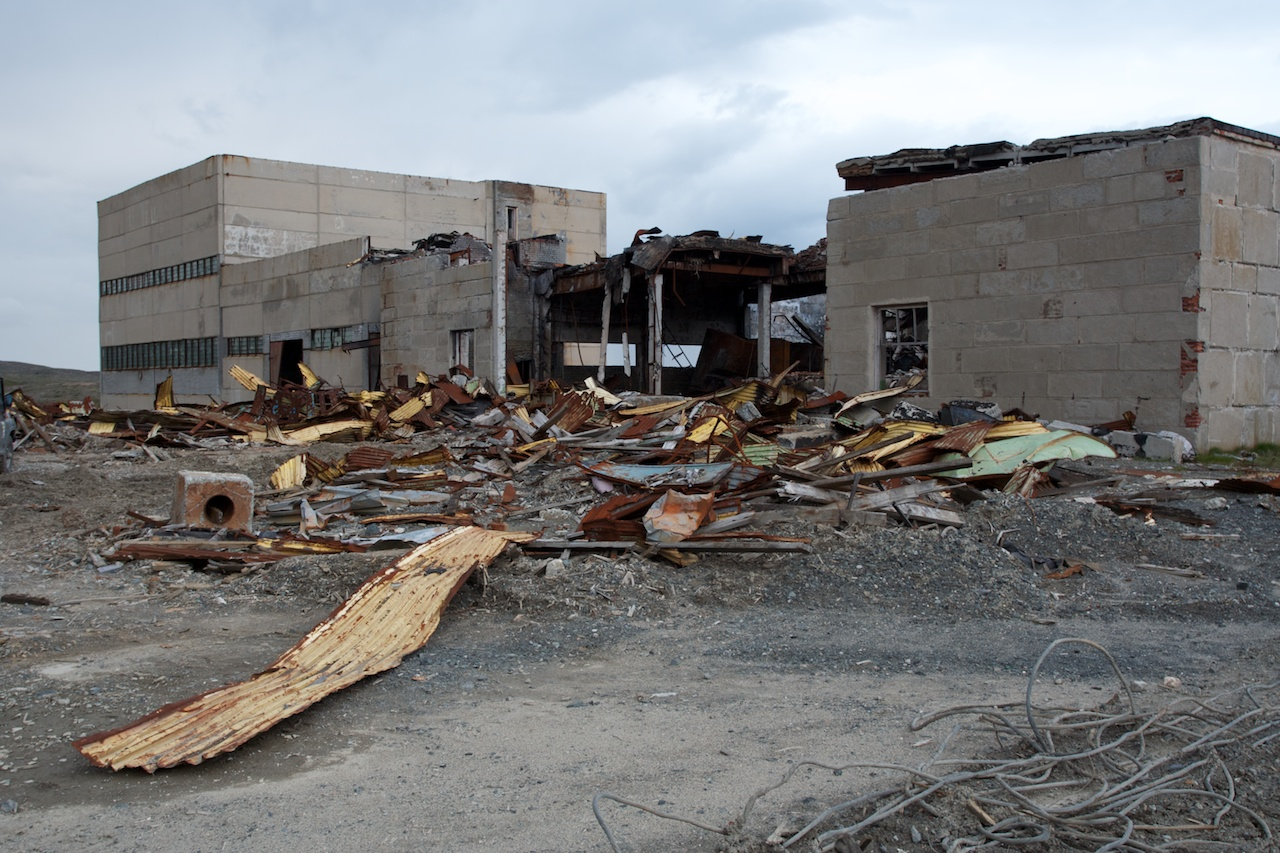
Forage profond de Kola en 2012.
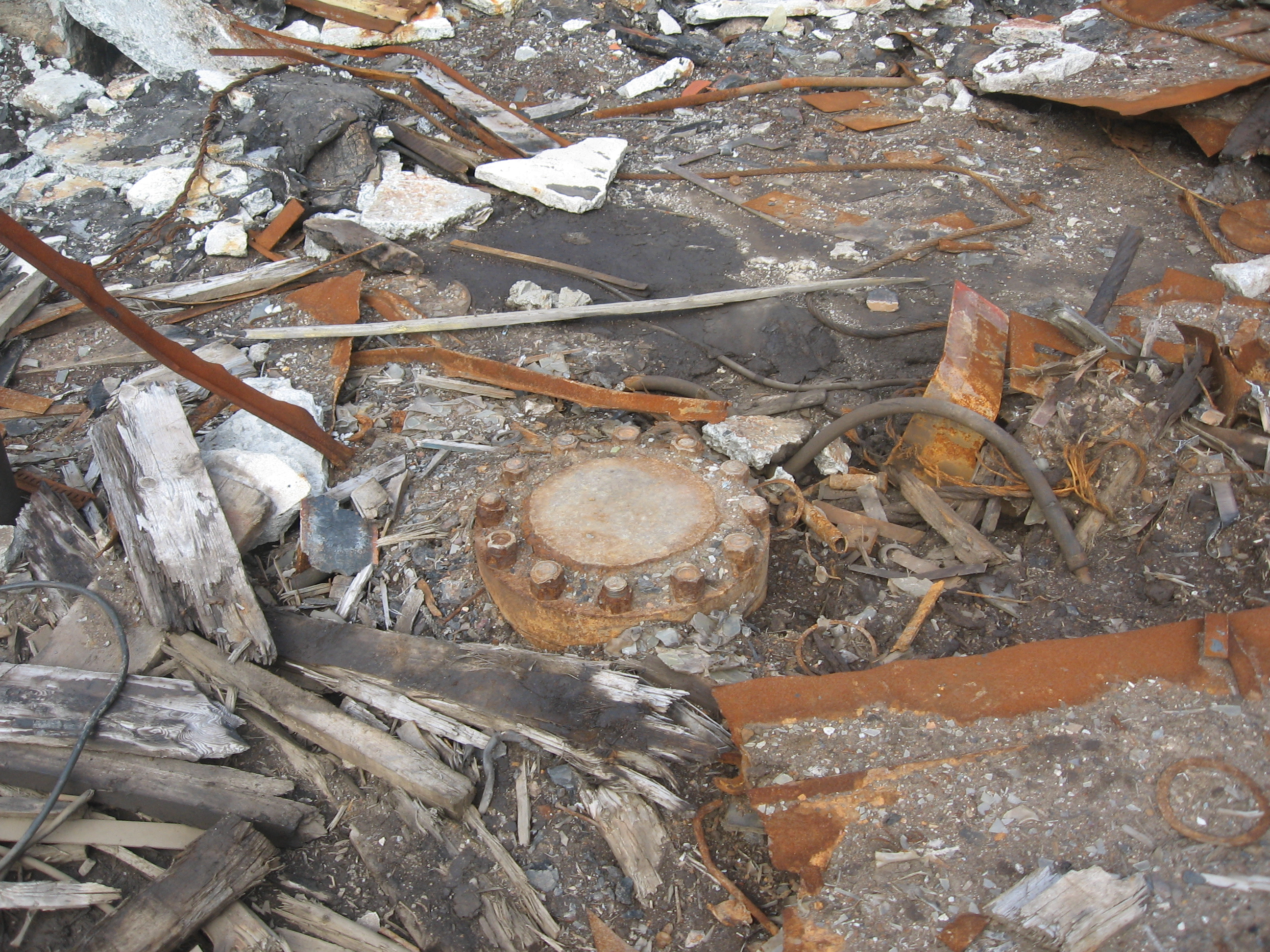
Le forage lui-même (soudé et boulonné), août 2012.